# Cramér-Rao-ongelijkheid
In de schattingstheorie, een deelgebied van de wiskundige statistiek, is de Cramér-Rao-onglijkheid, of ongelijkheid van Cramér-Rao een ongelijkheid die een ondergrens geeft voor de variantie van een puntschatter. Dit geeft de mogelijkheid schatters met elkaar te vergelijken. De ongelijkheid is genoemd naar de Zweedse statisticus Harald Cramér en de Indiase statisticus C.R. Rao. Onder bepaalde voorwaarden is voor zuivere schatters deze ondergrens gelijk aan het omgekeerde van de fisherinformatie.

## Ongelijkheid
Zij {\displaystyle \Theta \subseteq \mathbb {R} } een open verzameling en {\displaystyle \{f_{\vartheta }|\vartheta \in \Theta \}} een familie kansdichtheden, geparametriseerd door {\displaystyle \vartheta \in \Theta }, waarvoor geldt dat {\displaystyle f_{\vartheta }(x)>0}.
Laat verder de fisherinformatie {\displaystyle I(\vartheta )} bestaan en strikt positief en eindig zijn, en voldaan zijn aan de regulariteitsvoorwaarde:
{\displaystyle \int {\frac {\partial }{\partial \vartheta }}f_{\vartheta }(x)\,\mathrm {d} x={\frac {\partial }{\partial \vartheta }}\int f_{\vartheta }(x)\,\mathrm {d} x=0}
Als de schatter {\displaystyle T} met eindige variantie en
{\displaystyle \operatorname {E} _{\vartheta }(T)=g(\vartheta )}
regulier is, d.w.z. als
{\displaystyle {\frac {\partial }{\partial \vartheta }}\int T(x)f_{\vartheta }(x)\,\mathrm {d} x=\int T(x){\frac {\partial }{\partial \vartheta }}f_{\vartheta }(x)\,\mathrm {d} x}
dan geldt de Cramér-Rao-ongelijkheid:
{\displaystyle \operatorname {var} (T)\geq {\frac {\left({\frac {\partial }{\partial \vartheta }}g(\vartheta )\right)^{2}}{I(\vartheta )}}}
In het bijzonder geldt als {\displaystyle T} zuiver is:
{\displaystyle \operatorname {var} (T)\geq {\frac {1}{I(\vartheta )}}}